# Inbox by Gmail
Inbox by Gmail foi um aplicativo de e-mail criado pela Google para os sistemas operacionais Android, iOS, com também para os navegadores Chrome, Firefox, e Safari. O aplicativo era focado na melhoria da produtividade de e-mail e em organização, permitindo ao usuário a soneca mensagens por um tempo depois, agrupar e-mails semelhantes em conjunto, e receber cartões Google Now de estilo para coisas tais como horas de voo. O Inbox foi descontinuado 2019.

## História
O Inbox foi oficialmente lançado como uma versão beta em 22 de outubro de 2014. Inicialmente, um convite era necessário para acessar o Inbox, mas em 28 de maio de 2015, a Google anunciou que o aplicativo seria aberto para qualquer um que tivesse uma conta do Gmail. Em 24 de junho de 2015, a Google adicionou um botão "Desfazer Envio" no Inbox, permitindo que os usuários desfizessem o envio de um e-mail no prazo de 10 segundos após clicar em "Enviar". Já em 2018 o Google anunciou que seria descontinuado e que todas as suas funcionalidades estariam disponíveis no Gmail. Foi descontinuado em 03 de Abril de 2019 no aplicativo e sua url foi redirecionada para o Gmail 05 de Abril do mesmo ano.

## Operação
Quando os usuários fazem login, a Google verifica a conta de e-mail para informações importantes ou similares. Em seguida, apresenta o que considera as partes mais importantes do e-mail primeiro e e grupos de e-mails similares como "pacotes" que são nomeados por tipo (como por exemplo, "Viagens" ou "Atualizações"). Ele também converte os endereços físicos em links no Google Maps e números de confirmação da companhia aérea em uma atualização de status de voo. Os usuários podem fazer pacotes personalizados como fariam com os filtros do Gmail, e podem especificar a hora do dia para mostrar o pacote. Eles também podem organizar e-mails com ações rápidas, como deslizar a tela para a direita para arquivar uma mensagem, ou passando esquerda para adiar um e-mail para mais tarde. Esta função "soneca" funciona de forma semelhante à do aplicativo Mailbox, da Dropbox. O usuário pode manter o seu dedo na tela para acessar ações em massa, como o arquivamento, soneca, ou apagar e-mails em lotes. A caixa de mensagens é mostrada em ordem cronológica, colocando as mensagens mais recentes no topo. Os e-mails podem ser fixados ao topo da tela, como uma lista de lembretes de tarefas. No canto inferior direito da tela, um botão vermelho "compor" mostra os contatos recentes.

## Recepção
A crítica elogiou o visual e design do produto do aplicativo, e observou que eles iriam usá-lo no lugar do atual aplicativo do Gmail. David Pierce, do The Verge, escreveu que o design do aplicativo foi fácil de usar, rápido, "minimalista, e adorável". Ele observou que o seu espaço em branco abundante iria causar problemas para usuários avançados de e-mail e pediu uma "visualização compacta". No lançamento do app, Pierce preferiu o Inbox no iOS do que o aplicativo do Gmail e disse que o Inbox "se parece muito com o futuro do e-mail". Sarah Mitroff, do CNET,  elogiou da mesma forma o Inbox como "novo matador de app de e-mail" da Google, e planejava usá-lo mais do que o aplicativo do Gmail no futuro. Ela acrescentou que o Inbox foi seguido do Material design da Google, introduzido como o Android Lollipop.